# Centropogon palmanus
Centropogon palmanus är en klockväxtart som först beskrevs av John Donnell Smith, och fick sitt nu gällande namn av Franz Elfried Wimmer. Centropogon palmanus ingår i släktet Centropogon och familjen klockväxter. Inga underarter finns listade i Catalogue of Life.